# Nike Tiecke
Nike Tiecke (* 27. Juli 1994 in Bad Salzdetfurth) ist eine deutsche Sopranistin und Musicaldarstellerin.

## Werdegang
Tiecke wuchs in einer musikalischen Familie auf und begann mit fünf Jahren, klassischen Klavierunterricht zu nehmen. Später bildete die Teilnahme an Schulmusicals sowie an klassisch und weltlich orientierten Chören die Grundlage für ihre musikalische Ausbildung.
Sie absolvierte ihre dreijährige Ausbildung zur staatlich geprüften Musicaldarstellerin bei Frankfurt am Main, die sie im Sommer 2016 mit Auszeichnung abschloss. Im Anschluss folgte das Engagement im Musical „Hair“ bei den Clingenburger Festspielen. Von 2017 bis 2019 wirkte sie bei der Inszenierung des Welterfolges „Jesus Christ Superstar“ im Stadttheater Konstanz mit.
Im Jahr 2018 war sie im Chor der Opera Classica Europa engagiert und in monumentalen Vokal-Werken und Opern wie „Carmina Burana“, Verdis „Requiem“ und „Carmen“ zu hören. In  „Madama Butterfly“ sang sie außerdem die Solopartie der Kate Pinkerton.
Mit der Welturaufführung von „Falco – Das Musical“ war sie bis zum Herbst 2022 auf Tournee durch Deutschland, Österreich und die Schweiz. Tiecke war dort in der Rolle der Jeanny zu sehen. Sie spielte in großen Arenen und Veranstaltungszentren wie der Dortmunder Westfalenhalle, Lanxess Arena, Wiener Stadthalle, Alten Oper Frankfurt und dem Deutschen Theater München.
2018 entschloss sie sich zu einem Genrewechsel und nahm zunächst zwei Jahre lang privaten Gesangsunterricht bei Annette Scherl, innerhalb dessen sie sich ein umfangreiches Repertoire aneignete.
Nach einer Weiterbildung in Kooperation mit der Kammersängerin Felicia Weathers, Regisseurin Kristina Wuss und Dirigent Andreas Pascal Heinzmann debütierte Tiecke 2021 als Frau Luna in Paul Linckes gleichnamiger Operette an Münchens kleinstem Opernhaus, der Pasinger Fabrik. 2022 sang sie die Doppelrolle der Marie/Stella für die Wiederaufnahme, erneut unter Heinzmann.
Seit 2021 studiert Tiecke Operngesang bei Michelle Breedt an der Hochschule für Musik und Darstellende Kunst Frankfurt am Main.

## Engagements (Auswahl)
Eine umfangreiche Liste der Engagements findet sich auf ihrer Website.

### Auftritte
- 2013: Von ABBA bis Zappa, Mayers BIG Band (Sängerin, Solistin, Pianistin)
- 2016: 1. Hildesheimer Night of the Proms, Mayers BIG Band (Sängerin, Solistin)
- 2017: 20 Jahre Gleitz Events, Mayers BIG Band (Sängerin, Solistin)
- 2018: WELTHITS der Rock & Pop-Geschichte, Hildesheim, Mayers BIG Band (Sängerin, Solistin)
- 2018: Bingen swingt - Colours of Gospel (Pianistin)
- 2018: Internationaler Gospelkirchentag 2018, Colours of Gospel (Pianistin)
- 2018: Große Verdi-Gala, Opera Classica Europa, Alte Oper Frankfurt (Chor)
- 2019: WELTHITS der Rock & Pop-Geschichte, Nordmarkhalle Rendsburg, Mayers BIG Band (Sängerin, Solistin)
- 2020: Let’s have a party, Nordmarkhalle Rendsburg, Mayers BIG Band (Sängerin, Solistin)
- 2021: Corona im Rückspiegel, Stadt- und Industriemuseum Rüsselsheim (Sängerin, Solistin)
- 2021: Weihnachtskonzert der Gesangsklassen, HfMDK Frankfurt (Sängerin, Solistin)
- 2022: Ich bin verliebt - Solo-Konzert, Mozart-Gesellschaft Hildesheim e.V. (Sängerin, Solistin)

### Operette
- 2021: Frau Luna, Pasinger Fabrik GmbH, Regie und Dialogfassung: Franziska Reng, Musikalische Leitung: Andreas P. Heinzmann, Rolle: Frau Luna
- 2022: Frau Luna, Pasinger Fabrik GmbH, Regie und Dialogfassung: Franziska Reng, Musikalische Leitung: Andreas P. Heinzmann, Rolle: Marie/Stella

### Musicals
- 2016: Hair, Clingenburger Festspiele, Regie: Peter Rein, Rolle: Tribe/Ensemble
- 2017–2019: Jesus Christ Superstar, Theater Konstanz, Regie: Ingo Putz, Rolle: Musical-Chor
- 2019: Cabaret, Theater Konstanz, Regie: Rosamund Gilmore, Rolle: Kit Kat Girl, Fräulein Kost, Telefon Girl
- 2017–2022: Falco – Das Musical, Regie: Peter Rein, Stefan Warmuth, Rolle: Jeanny

### Oper
- 2018: Carmen - Opera Classica Europa, Regie: Michael Vaccaro, Rolle: Chor
- 2018: Madama Butterfly - Opera Classica Europa, Regie: Michael Vaccaro, Rolle: Chor und Kate Pinkerton

### Oratorium
- 2018: Carmina Burana - Opera Classica Europa, Rolle: Chor
- 2018: Messa da Requiem von Giuseppe Verdi - Opera Classica Europa, Rolle: Chor

### Theater
- 2015: Ernst Jandl: Die Humanisten, ein Konversationsstück in einem Akt, Regie: Frank Gutjahr
- 2018: Ein Kranich im Schnee, Theater Konstanz, Regie: Wolfram Mehring, Rolle: Schneegöttin
- 2022: Weihnachten mit Datterich, Staatstheater Darmstadt, Leitung: Marga Hargefeld, Heinz Neumann, Musikalische Leitung: Jan Croonenbroeck, Rolle: Sopran